# Umayyah ibn Khalaf
Umayyah ibn Khalaf ibn Safwan fue un árabe mecano, miembro principal de los Quraish y jeque de los Bani Jumah. Fue un adversario de los musulmanes dirigidos por Mahoma y es conocido como el amo de Bilal ibn Rabah, un esclavo al que torturó por convertirse al Islam y que le asesinó durante la batalla de Badr.
Otras transliteraciones del nombre incluyen: Umayya, Umaiiya y Umaiya.

## Biografía
Su hijo, Safwan, se convirtió en musulmán después de la conquista de La Meca. Otro hijo, llamado Walid, fue asesinado en Badr.
Hermanos: Wahb y Ubayy.
Nieto: Abdullah ibn Safwan.

### Oposición al islam
Umayyah estaba implicado en las ceremonias religiosas paganas de La Meca, donde distribuía perfumes en la plaza de la Kaaba.
Después de que Mahoma empezó a predicar contra la idolatría, Umayyah se convirtió en firme adversario de la nueva enseñanza.
Es también recordada la acción contra su esclavo Bilal ibn Ribah, torturándolo por haber adoptado el islam. Bilal fue obligado a tumbarse sobre la ardiente arena del desierto con una pesada piedra sobre el pecho dificultando su respiración. Como aun así se negaba a renunciar al islam, una persona pesada saltaba sobre la piedra pero Bilal solo repetía "¡Ahad! ¡Ahad!" (¡Un Dios! ¡Un Dios!). Otra versión sitúa el suceso antes de la revelación e implica en él a Waraka ibn Nawfal.

### Amistad con Abd al-Rahman
Ummayah tenía un buen amigo llamado Abd ul-Rahman ibn Awf, pero su amistad se tensó cuándo Abdu Amr se convirtió al islam. Abdu Amr cambió su nombre a Abd al-Rahman y más tarde emigró a Medina.
Debido a su amistad, los dos pactaron un acuerdo escrito, según el cual Abd ul-Rahman debía proteger la propiedad y/o familia de Umayyah en Medina, mientras Umayyah protegería a Abd al-Rahman en La Meca. Cuando el nombre de Abd al-Rahman fue mencionado en el documento, Umayyah protestó, diciendo: "Yo no conozco a Ar-Rahman" y pidió que su nombre preislámico "Abdu Amr" fuera el utilizado, a lo que Abd ul-Rahman accedió.

### Peregrinaje de Sa'd
Umayyah era también un amigo íntimo de Sa'd ibn Mu'adh, el dirigente de los Banu Aus. Cuando Umayyah se detenía en Medina en sus viajes comerciales a Siria, se quedaba en casa de Sa'd y cuando Sa'd iba a La Meca, se quedaba con Umayyah.
Antes de la batalla de Badr, Sa'd visitó La Meca una vez para realizar su umrah (ritual preislámico que Mahoma incorporó al islam) con Umayyah, cuando se  encontraron con Abu Ŷahl. Tuvieron una discusión, y cuando se acaloraron, Sa'd amenazó a Abu Ŷahl con detener la ruta comercial mecana a Siria e informó a Umayyah que su vida estaba amenazada por Mahoma.

### Batalla de Badr
En 624 d. C., los mecanos decidieron enfrentar a las fuerzas musulmanas que acechaban una caravana de Siria dirigida por Abu Sufyan ibn Harb. Abu Ŷahl reunió a su pueblo para la guerra, diciendo "Id y proteged vuestra caravana".
Sin embargo, a Umayyah, temeroso por la advertencia de Sa'd, no le gustaba la perspectiva de salir de La Meca, pero Abu Ŷahl le dijo: "¡Oh Abu Safwan! Si la gente te ve quedándote atrás aunque eres el jefe de la gente del valle, entonces se quedarán atrás contigo".
Abu Ŷahl insistió hasta que Umayyah dijo: "Como me has forzado a cambiar de idea, compraré el mejor camello de La Meca". Umayyah dijo a su esposa: "¡Oh Umm Safwan! prepara lo que necesito (para el viaje)" Dijo ella: "¡Oh Abu Safwan! ¿Te has olvidado de lo que tu hermano yatribí te dijo?" Él le replicó: "No, pero quiero ir con ellos por una corta distancia". Cuando Umayya salía, solía atar su camello donde acampaba.
En la batalla, Umayyah fue capturado por su viejo amigo Abd ul-Rahman ibn Awf. Fue muerto por un grupo de musulmanes dirigidos por su antiguo esclavo Bilal, a pesar de las peticiones de Abd ul-Rahman y su intento de proteger a Umayyah con su propio cuerpo. Uno de los hijos de Umayyah también murió en Badr, defendiendo a su padre. Una narración atribuida a Abd ul-Rahman bin Awf informa:

"El día de Badr, cuando la gente se fue a dormir, subí a la colina para protegerlo. Bilal lo vio (es decir, a Umayyah) y fue a una reunión de ansar y dijo: "(Aquí está) Umayya ibn Khalaf. ¡Ay de mí si escapa! Entonces un grupo de ansar salió con Bilal para seguirnos (a mí y a Umayya). Temerosos de que nos atraparan, dejé al hijo de Umayya para que los mantuviera ocupados, pero los ansar mataron al hijo e insistieron en seguirnos. Umayya era un hombre gordo, y cuando se acercaron a nosotros, le dije que se arrodillara, y él se arrodilló, y me tendí sobre él para protegerlo, pero los ansar lo mataron pasando sus espadas por debajo de mí, y uno de ellos me hirió un pie con la espada. (El subnarrador dijo: "Abd ul-Rahman solía mostrarnos la cicatriz en el talón de su pie")."

Los suníes tienden a ver este relato como sahih (confiable) y lo incluyen en su colección de hadices Sahih al-Bujari (Sahih al-Bujari 3:38:498).